# Верстовой столб (Москва)

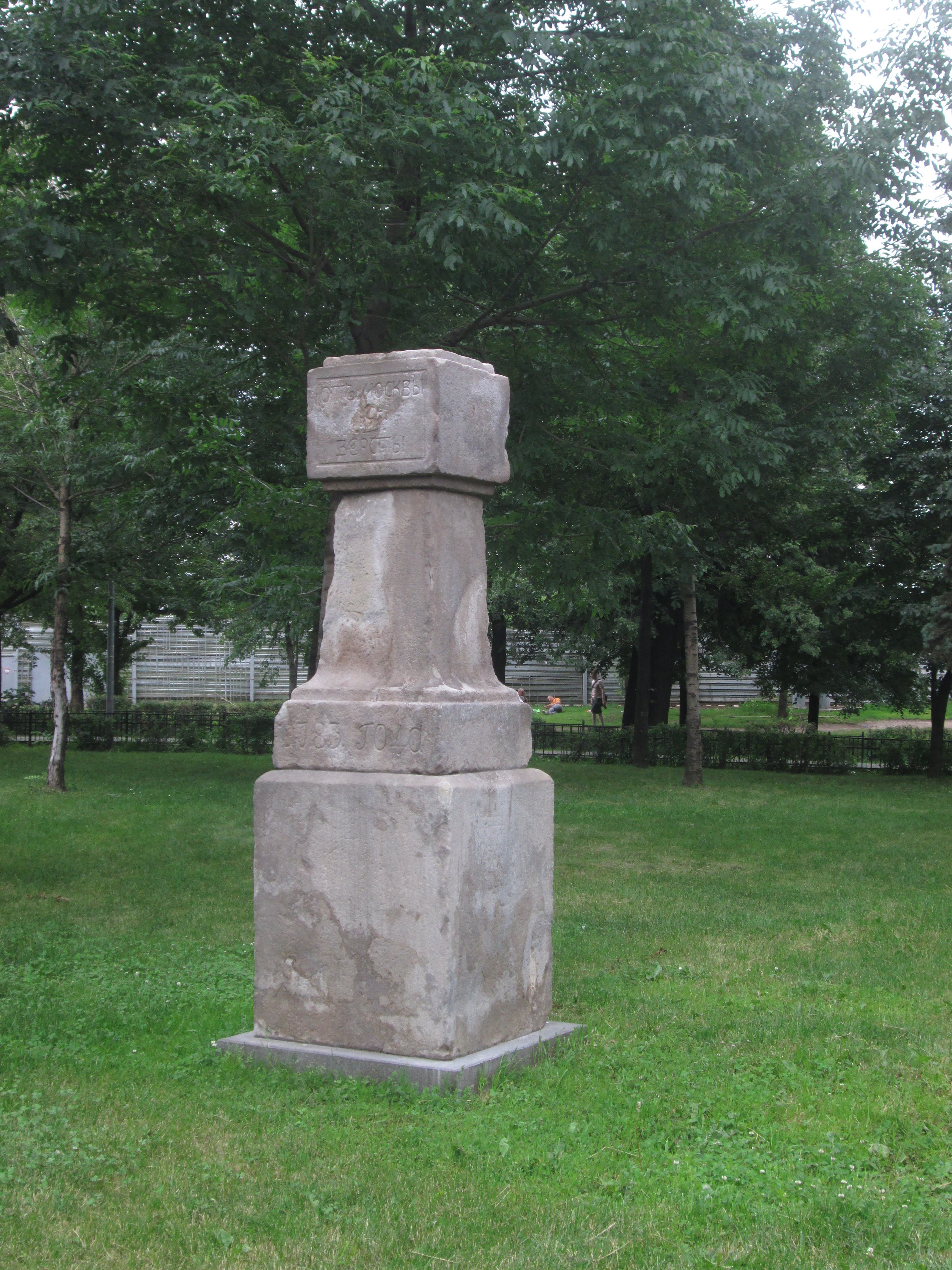
Верстовой столб на Старой Владимирской дороге в 2016 году

Верстовы́е столбы́ Москвы́  — два верстовых столба, сохранившихся в Москве.

## Рогожская Застава
Верстовой столб установили в 1783 году на территории Рогожской Заставы в числе шестнадцати аналогичных дорожных знаков вокруг Москвы. При оформлении площади монумент перенесли со своего первоначального места в сквер около железнодорожного моста через шоссе Энтузиастов. В 1974-м столб взят под государственную охрану. Последние реставрационные работы проводились в 2014 году.
Изначально представлял собой обелиск из нескольких отдельных блоков. Со временем верхняя часть — остроконечное завершение — была утрачена. Монумент изготовлен из песчаника. На высоком постаменте находится табличка с указанием расстояния: «От Москвы 2 версты», а ниже выбит год установки.

## Кутузовский проспект

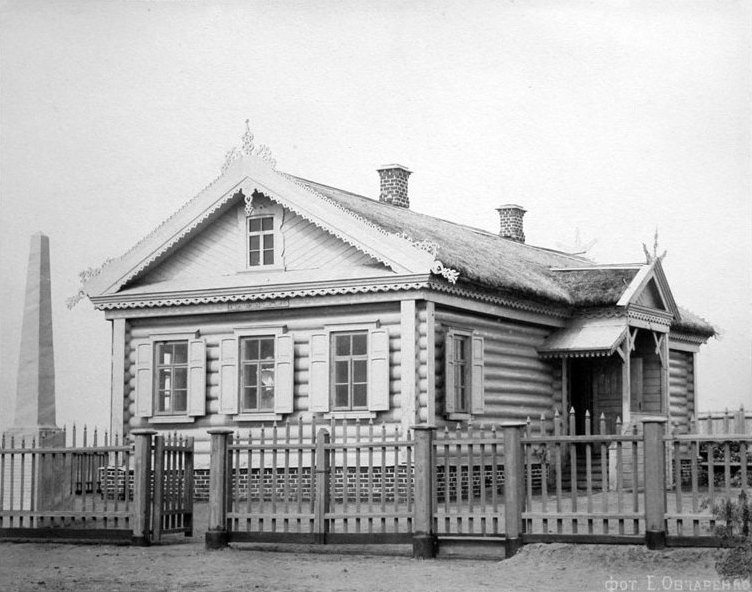
Верстовой столб рядом с Кутузовской избой в 1887 году

Верстовой столб входит в состав историко-архитектурного комплекса, посвящённого Бородинской битве, расположенного на Кутузовском проспекте. Офицеры Гренадерского корпуса установили этот монумент в 1883 году на месте сгоревшей в 1868-м избы, где проходил совет в Филях. Считается, что обелиск положил начало созданию музея-панорамы. Последние ремонтные работы проводились в 2013 году.
Памятник представляет собой высокую стелу из песчаника, установленную на гранитный постамент. На нём расположена табличка со словами Михаила Кутузова, которые он произнёс при закрытии военного совета: «С потерею Москвы ещё не потеряна Россия, поставили первой обязанностью сберечь армию, сблизиться с подкреплениями и самим уступлением Москвы приготовить неприятелю неизбежную гибель, и потому намерен, пройдя Москву, отступить по Рязанской дороге… Вижу, что мне придется поплатиться за все, но жертвую собою для блага Отечества и приказываю отступить».